# Soortaanduiding
Een soortaanduiding of soortsepitheton is het tweede deel in de wetenschappelijke naam van organismes, zoals bacteriën, algen, schimmels, dieren of planten. Het eerste deel is de naam van het geslacht waartoe de soort wordt gerekend en wordt geslachtsnaam genoemd. 
In de biologie noemt men dit binomiale nomenclatuur. De naam van de soort bestaat uit twee delen. De geslachtsnaam (beginnend met een hoofdletter) en de soortaanduiding (geheel met kleine letters geschreven) worden behandeld als Latijn. Het is gebruikelijk de geslachtsnaam en de soortaanduiding in een tekst cursief te schrijven, evenals de eventuele verdere toevoegingen, maar dat geldt niet voor de aanduiding van de rang (bij planten).
Linnaeus kende zulke tweedelige namen niet alleen toe aan planten en dieren, maar ook aan mineralen. 

## Planten
De plant gewone berenklauw bijvoorbeeld heeft als botanische naam (wetenschappelijke naam in de plantkunde): Heracleum sphondylium. Hierbij is sphondylium de soortaanduiding en Heracleum de naam van het geslacht waartoe deze soort behoort. In de plantensystematiek spreekt men van binaire namen. 
Is er een ondersoort, dan volgt een toevoeging, voorafgegaan door de afkorting "subsp.". Bij de gewone berenklauw is er een ondersoort: Heracleum sphondylium subsp. sibiricum, waar "subsp." staat voor subspecies="ondersoort", en sibiricum de ondersoortaanduiding is. Als er variëteiten zijn, dan wordt de aanduiding daarvan voorafgegaan door "var.".
Bij volledige namen wordt de soortaanduiding, en de aanduidingen voor ondersoort en/of variëteit gevolgd door de auteursnaam of auteursnamen, bijvoorbeeld Kickxia spuria (L.) Dumort. Deze zijn bedoeld voor gebruik bij het citeren van botanische namen. Deze niet-verplichte auteursnamen worden gewoonlijk niet klein geschreven.

## Dieren
Bij dieren gebruikt men hetzelfde principe, een tweeledige naam, met eerst geslachtsaanduiding en dan de soortaanduiding. De vormgeving en naamgeving wijken iets af. Zo spreekt men in de diersystematiek van binominale namen. Daarnaast is de naamgeving bij ondersoorten wat anders. In de zoölogische nomenclatuur is bijvoorbeeld bij de koolmees de wetenschappelijke naam Parus major, waarbij major de soortaanduiding is en Parus de geslachtsnaam. Zijn er, zoals in het geval van de koolmees, ondersoorten beschreven, dan wordt een derde deel aan de naam toegevoegd. Een van de ondersoorten (in dit geval de typeondersoort) van de koolmees heet Parus major major. Zo'n driedelige naam heet een trinomen.
Het meest in het oog lopende principiële verschil is dat het tweede deel van de naam van een diersoort, de soortnaam, een naam is, een formele entiteit. Zo wordt het tweede deel van de naam Felis catus in de zoölogische nomenclatuur ook geciteerd als: "catus Linnaeus, 1758, zoals gepubliceerd in het binomen Felis catus". Bij uitzondering kan de soortnaam, het tweede deel van een binomen, zelfs bestaan als het eerste deel, de geslachtsnaam, niet bestaat.

## Virussen
Voor virussen is een ander systeem van naamgeving in gebruik, zoals voorgesteld door de International Committee on Taxonomy of Viruses. De volledige namen voor de soorten zijn Engels en kunnen uit meer delen bestaan. Vaak bestaan er voor de soorten alternatieve namen, die nog veel in gebruik zijn. Een voorbeeld is het humaan herpesvirus 3 (varicellazostervirus), dat behoort tot het geslacht Varicellovirus.